# Domenico Berardi
Domenico Berardi (født 1. august 1994) er en italiensk professionel fodboldspiller, som spiller for Serie A-klubben Sassuolo og Italiens landshold.

## Klubkarriere

### Sassuolo
Berardi kom igennem ungdomsakademiet hos Sassuolo, og gjorde sin førsteholdsdebut i august 2012. Han spillede i 2012-13 sæsonen en central rolle i at sikre Sassuolos første oprykning til Serie A i klubbens historie, og han blev kåret som den bedste spiller i Serie B for sæsonen.
I september 2013 annoncerede Juventus at Berardi havde skiftet til klubben på en aftale hvor at de to klubber ejede ham sammen. Som del af aftalen blev han lejet tilbage til Sassuolo. Berardi scorede sit første professionelle hattrick den 3. november 2013 imod Sampdoria. Han scorede den 12. januar 2014 fire mål i en kamp imod AC Milan, og blev hermed den næstyngste spiller til at score 4 mål i en Serie A kamp nogensinde.
I juli 2014 blev det annonceret at Berardi ville blive hos Sassuolo for 2014-15 sæsonen også. Han imponerede igen stort i sæsonen, da han scorede 15 mål og lavede 10 assist i ligaen.
I juni 2015 blev det annonceret at Sassuolo købte de fulde rettigheder til Berardi tilbage, og han var dermed tilbage i klubben på en fast aftale uden nogensinde at have spillet for Juventus. Klubben kvalificerede sig i 2016-17 sæsonen for første gang til en europæisk turnering, da de kvalificerede sig til Europa League, efter at Berardi scorede det afgørende mål i den sidste kvalifikationskamp.
Den 17. april 2021 scorede han sit mål nummer 100 for klubben. I 2020-21 sæsonen scorede han 17 mål, hvilke til dato er hans bedste målscorende sæson med klubben.

## Landsholdskarriere

### Ungdomslandshold
Berardi har repræsenteret Italien på flere ungdomsniveauer.

### Seniorlandshold
Berardi debuterede for Italiens landshold den 1. juni 2018. Han var del af Italiens trup som vandt europamesterskabet i 2020.

## Titler
Sassuolo
- Serie B: 1 (2012–13)

Italien
- Europamesterskabet: 1 (2020)

Individuelle
- Serie B Årets spiller: 1 (2013)
- Serie A flest assists: 2 (2014-15, 2021-22)